# Passage de Melun
Le passage de Melun est une voie du 19e arrondissement de Paris, en France.

## Situation et accès
Le passage de Melun est situé dans le 19e arrondissement de Paris. Il débute au 60, avenue Jean-Jaurès et se termine au 95, rue de Meaux.

## Origine du nom
Elle porte le nom de la ville de Melun chef-lieu du département de Seine-et-Marne.

## Historique
Cette voie, qui figure sur le plan cadastral de la commune de la Villette dressé en 1812, est ouverte en tant que passage, en 1838, sous le nom de « passage de Mulhouse », du nom de la ville alsacienne.
Rattachée à Paris par la loi d'extension du 16 juin 1859, elle prend sa dénomination actuelle par un arrêté du 1er février 1877 et est classée dans la voirie parisienne par un arrêté du 17 mars 1959.
Le passage est végétalisé au début de l'année 2023.

## Bâtiments remarquables et lieux de mémoire
* no  5-7 : bâtiment de la Société philanthropique, nommé « Marie Souvestre », dont la sculpture en médaillon est apposée sur la façade de l'entrée principale du bâtiment construit en 1906.[réf. nécessaire]